# VII. Henrik bajor herceg
VII. Henrik (ném.: Heinrich VII.), (Hoensch, 1005 – 1047. október 14.) bajor herceg 1042 – 1047 között és luxemburgi gróf 1026 – 1047 között (A luxemburgi trónon a II. Henrik nevet viselte). I. Moselgaui Frigyes és wetteraui Irmintrud fia.
VII. Henrik nagybátyjától, V. Henriktől örökölte a bajor hercegi széket, és további tisztségeket. A bajor hercegi címet III. Henrik császár adományozta VII. Henriknek, feltehetőleg azért, mert a császárnak a keleti politika új kihívásaival kellett törődnie. Mindaddig a császár kormányozta Bajorországot. Henrik a bajor hercegi címet így közvetlenül a császártól kapta, a bajor nemesség választási jogát megkerülve.
Henrik herceg részt vett a császár oldalán a magyarok elleni hadjáratban 1042-ben, 1043-ban, és 1044-ben
A bajor hercegi trónon ülő második luxemburgi hercegről kevés emlékünk maradt fenn, életét homály fedi.
Henrik herceg holttestét Trierben helyezték végső nyugalomra.

## Család
Felesége neve ismeretlen.